# Canal Fulton
Canal Fulton és una població dels Estats Units a l'estat d'Ohio. Segons el cens del 2000 tenia 5.061 habitants.

## Demografia
Segons el cens del 2000, Canal Fulton tenia 5.061 habitants, 1.823 habitatges, i 1.349 famílies. La densitat de població era de 807,5 habitants per km².
Dels 1.823 habitatges en un 39,9% hi vivien nens de menys de 18 anys, en un 59% hi vivien parelles casades, en un 11,6% dones solteres, i en un 26% no eren unitats familiars. En el 22,1% dels habitatges hi vivien persones soles el 7,5% de les quals corresponia a persones de 65 anys o més que vivien soles. El nombre mitjà de persones vivint en cada habitatge era de 2,65 i el nombre mitjà de persones que vivien en cada família era de 3,11.
Per edats la població es repartia de la següent manera: un 27,6% tenia menys de 18 anys, un 8,4% entre 18 i 24, un 32% entre 25 i 44, un 20,7% de 45 a 60 i un 11,3% 65 anys o més.
L'edat mediana era de 34 anys. Per cada 100 dones de 18 o més anys hi havia 84,5 homes.
La renda mediana per habitatge era de 45.359 $ i la renda mediana per família de 51.914 $. Els homes tenien una renda mediana de 42.331 $ mentre que les dones 23.540 $. La renda per capita de la població era de 21.266 $. Aproximadament el 3,2% de les famílies i el 4,4% de la població estaven per davall del llindar de pobresa.

## Poblacions més properes
El següent diagrama mostra les poblacions més properes.